# Cretoperipatus burmiticus
Cretoperipatus burmiticus là một loại tuyệt chủng của ngành Onychophora được biết vào kỷ Phấn Trắng trong Hổ phách Miến Điện khoảng 100 triệu năm tuổi. Nó được tìm thấy tại Bang Kachin, Myanmar.